# Sur la terre des géants
Les Monstres du fond des mers
Sur la terre des géants (en anglais : Walking With Monsters) est une série télévisée documentaire britannique en trois épisodes, partiellement tournée en images de synthèse, diffusé pour la première fois sur la chaine BBC en novembre 2005. Son originalité est de retracer l'histoire de l'ère du Paléozoïque et une partie du Mésozoïque, c'est-à-dire du Cambrien au Trias  inférieur (de -530 à -248 millions d'années), et ce, avant l'apparition des dinosaures. Troisième série de Sur la terre de..., il est le préquel des documentaires Sur la terre des dinosaures et Sur la terre des monstres disparus, qui présentent les faunes des ères Mésozoïque et du Cénozoïque. La voix française du narrateur est interprétée par André Dussollier (Kenneth Branagh dans la version originale).
Les programmes audiovisuels décrivant cette époque sont très rares, et la série est remarquable à ce titre, en dépit de quelques approximations possibles (voir « critiques »).

## Épisode
| N° | #  | Titre                                      | Réalisation       | Première diffusion                    |
| --- | -- | ------------------------------------------ | ----------------- | ------------------------------------- |
| 01 | 01 | Habitants de l'eau Water Dwellers          | Chloë Leland (en) | Royaume-Uni : 5 novembre 2005 sur BBC |
| Séquence 1 - 530 millions d'années - Cambrien - Chengjiang/Chine Taux d'oxygène : 30 % de moins qu'aujourd'hui Lieu de tournage : Inconnu Alors que la vie s'exprimait sous des formes rudimentaires jusqu'alors, des créatures plus complexes apparaissent dans les mers impitoyables et naturelles. Certaines sont munies d'un squelette externe rigide composé de chitine, tels Anomalocaris, redoutable prédateur, invertébré et géant pour son époque ainsi que ses proies, les trilobites ; tous deux appartiennent à l'embranchement des arthropodes. D'autres ont développé un squelette interne de cartilage, comme Haikouichtys ; animal de petite taille qui est l'un des plus anciens vertebrés connus. Animaux apparaissant dans la séquence : - Anomalocaris - Trilobites non identifiés - Haikouichthys - Des Catostylidae actuelles sont aussi filmées. Séquence 2 - 418 millions d'années - Silurien - Galles du Sud/Royaume-Uni Remarque : la vidéo indique - 478 millions d'années, c'est une erreur car cela correspond à l'Ordovicien et non pas au Silurien Taux d'oxygène : 30 % de moins qu'aujourd'hui Lieu de tournage : Californie Les vertébrés se sont développés, ont acquis des nageoires et ont développé leurs sens. Mais ils sont encore petits et faibles, et connaissent beaucoup de prédateurs, comme Brontoscorpio, scorpion aquatique mesurant 1 mètre de long. L'un d'eux prend en chasse un Cephalaspis, avant de se faire lui-même capturer par l'euryptéride Pterygotus un arthropode encore plus imposant. Si l'atmosphère est pauvre en oxygène et peu propice à la vie animale, des plantes (comme Cooksonia, une sorte de mousse) s'installent déjà au bord de l'eau, et quelques animaux parviennent à remonter le cours des rivières. Un banc de Cephalaspis remonte l'une d'elles pour y pondre leurs œufs, dans une vasque protégée du courant. Mais ils sont poursuivis par des Brontoscorpio qui leur tendent une embuscade depuis les rochers qui bordent la rivière. En effet, ils sont capables de survivre quelques heures à l'air libre car, outre des branchies, ils sont dotés de poumons. La nuit suivante, l'un des scorpions va muer sur la terre ferme, avant de rejoindre le milieu aquatique. Animaux apparaissant dans la séquence : - Cephalaspis - Brontoscorpio - Pterygotus - Cameroceras (appelé orthocône géant) - Des éponges et oursins actuels sont aussi filmés. Séquence 3 - 360 millions d'années - Dévonien - Pennsylvanie Taux d'oxygène : 20 % de moins qu'aujourd'hui Lieu de tournage : Inconnu Sur les rivages des rivières et des lacs, certains vertébrés se sont partiellement adaptés à la terre ferme. Il s'agit de proto-tétrapodes, plus précisément d'Hynerpeton, ressemblant à des amphibiens qui peuvent atteindre 1 mètre de long (contrairement aux amphibiens actuels, généralement plus petits). Ils ont acquis quatre pattes au lieu de nageoires, mais leur peau se déshydrate facilement, et surtout, leurs œufs mous doivent se développer dans le milieu liquide. Mais, sous l'eau, milieu dont il dépend en partie, il craint de grands poissons prédateurs: les holocéphales primitifs Stethacanthus et surtout le gigantesque sarcoptérygien Hyneria, poisson osseux de la taille d'un crocodile et pesant près de 2 tonnes. Au cours de la séquence, deux Hynerpeton s'accouplent sur une plage, le bas du corps immergé pour pondre et féconder les œufs ; surpris par un Hyneria, ils tentent de s'enfuir sur la plage, mais le poisson dispose de nageoires assez puissantes pour ramper, et parvient à tuer le mâle Hynerpeton. Animaux apparaissant dans la séquence : - Hynerpeton - Stethacanthus - Hyneria - Des scorpions et des poissons contemporain sont aussi filmés. |    |                                            |                   |                                       |
| 02 | 02 | Les débuts du reptile Reptile's Beginnings | Chloë Leland (en) | Royaume-Uni : 5 novembre 2005 sur BBC |
| Séquence 4 - 300 millions d'années - Carbonifère - Kansas Taux d'oxygène : 40 % de plus qu'aujourd'hui Lieu de tournage : Floride La végétation s'est développée et la Terre est pour l'essentiel recouverte d'une forêt tropicale humide de fougères arborescentes, rendant l'atmosphère particulièrement riche en oxygène. Certains animaux sont moins dépendants de l'eau : les amniotes, les tétrapodes pondant des œufs à coquille rigide, sont apparus. Encore de petite taille, ils doivent combattre les arthropodes géants qui prolifèrent dans la forêt. La séquence débute avec l'apparition de Megarachne, une araignée géante appartenant aux Mesothelae, qui dévore une couvée de Petrolacosaurus, petits sauropside diapside primitif à l'allure de lézards, avant d'en tuer un adulte. De retour à son terrier, elle se rend compte que cette dernière est inondée et part s'en chercher un autre en un lieu plus sec ; en chemin, elle se fait voler sa proie par une libellule géante Meganeura, d'un mètre d'envergure, puis elle est dérangée par un mille-pattes long de 2,5 mètres, Arthropleura (lequel se fera lui-même tuer par un Proterogyrinus, un grand reptiliomorphe non-amniotique carnivore). L'araignée finira par trouver un lieu où creuser son nouveau terrier. Mais un orage se lève et perturbe les activités des animaux ; des trombes d'eau s'abattent sur la forêt alors que les éclairs allument des incendies. Le lendemain, un Petrolacosaurus rentre dans le terrier de l'araignée, mais il n'en trouve que le cadavre foudroyé, et s'en repaît. Animaux apparaissant dans la séquence : - Petrolacosaurus - Megarachne (appelé Mesothelae) - Méganeura - Arthropleura - Proterogyrinus Séquence 5 - 280 millions d'années - Permien inférieur - Allemagne Lieu de tournage : Californie Le climat a changé : il est devenu plus sec, avec des saisons très marquées. Les plantes à graines (conifères) sont apparues ; plus résistantes au froid et à la sécheresse, elles remplacent les forêts de fougères du Carbonifère. Les arthropodes géants se sont éteints pour cause de manque d'oxygène. Les amniotes prospèrent, et les premières espèces géantes sont apparues : il s'agit des « reptiles mammaliens », qui, comme leur nom l'indique, sont les ancêtres indirects des mammifères. Pour mieux résister aux écarts de température, ils ont mis au point un système de régulation thermique, au moyen d'étranges voiles membraneuses, parcourues de vaisseaux sanguins. Parmi eux, le placide Edaphosaurus est un végétarien, qui vit en troupeaux. Il craint les assauts d'une espèce voisine, mais prédatrice, le Dimetrodon. Au début de la séquence, une femelle de cette espèce capture un jeune Edaphosaurus avant de pondre ses œufs dans un monticule de terre. Elle veillera sept mois sur sa couvée, bravant les éléments et les animaux prédateurs, parmi lesquels les autres Dimetrodon adultes. À l'approche de l'éclosion des petits, elle quitte le nid et repart à la recherche de nourriture. Quand les petits éclosent, la mère ne peut pas s'occuper d'eux et ne trouve plus de nourriture, ce qui la contraint à tenter de les dévorer. À peine éclos, les jeunes partent se réfugier dans les arbres ou les rochers, où ils seront à l'abri des adultes de leur propre espèce, présentés comme cannibales et comme les principaux prédateurs des jeunes. Animaux apparaissant dans la séquence : - Edaphosaurus - Dimetrodon - Seymouria - Des libellules contemporaines sont aussi filmées |    |                                            |                   |                                       |
| 03 | 03 | Le Choc des Titans Clash of Titans         | Tim Haines (en)   | Royaume-Uni : 5 novembre 2005 sur BBC |
| Séquence 6 - 250 millions d'années - Permien supérieur - Sibérie Lieu de tournage : Inconnu Les continents se sont réunis et forment la Pangée, dont le centre est un désert hyperaride, où ne survivent que des animaux hautement résistants. Scutosaurus, un grand parareptile pesant 1 tonne, est l'un d'entre eux ; il peut survivre dans le désert grâce à son métabolisme lent, et à sa faculté de se priver d'eau et de nourriture pendant des mois. Un mâle solitaire de cette espèce est, au début de l'épisode, poursuivi et tué par un Inostrancevia, un thérapside gorgonopsien plus évolué que ces prédécesseurs, dont l'aspect évoque quelque peu celui des grands mammifères carnivores actuels. Cet animal règne sur un domaine de sable et de cailloux, au centre duquel se trouve une mare, précieuse pour les animaux en ces temps de sécheresse. Il ne le partage qu'avec les animaux qu'il ne peut capturer, comme Diictodon, un thérapside dicynodonte de petite taille, au mode de vie fouisseur et aux allures de chien de prairie, et un amphibien carnivore géant du groupe des temnospondyles, Rhinesuchus, le dernier de sa lignée, qui voit son domaine aquatique rétrécir de jour en jour sous l'effet de l'absence de pluies. Un troupeau de Scutosaurus de passage va perturber cet équilibre précaire : ces gros animaux vont dévorer toute la végétation apparente, et surtout boire toute l'eau restante de la petite mare. Le groupe d'Inostrancevia n'attaquera pas ce troupeau trop bien armé, qui peuvent se montrer dangereux. L'un d'entre eux se rabattra sur l'unique proie restante, le Rhinesuchus, qui s'était enfermé dans un cocon de boue pour échapper au manque d'eau : il finira par mourir lui-même de faim et de soif. Les animaux de la Pangée connaissent alors une situation cataclysmique, qui aboutit à une extinction de masse, plus puissante encore que celle qui achèvera plus tard les dinosaures, 185 millions d'années plus tard. Vivant à l'abri du Soleil et en se nourrissant de tubercules, les Diictodon arriveront quant à eux à traverser la sécheresse, et seront parmi les animaux à survivre à la crise. Animaux apparaissant dans la séquence : - Scutosaurus - Inostrancevia (appelé Gorgonopsien) - Diictodon - Rhinesuchus (appelé Labyrinthodonte) Séquence 7 - 248 millions d'années - Trias inférieur - Antarctique Lieu de tournage : îles Canaries Le monde se remet de l'extinction du Permien, les déserts reculent à nouveau devant les forêts et plusieurs espèces de thérapsides ont survécu, et se développent à nouveau. Parmi celles-ci, Lystrosaurus, un grand dicynodonte à l'aspect d'hippopotame, qui vit en troupeaux nombreux. Mais malgré sa taille respectable et son comportement grégaire, ses déplacements sont périlleux du fait de plusieurs prédateurs qui les chassent en embuscade, comme des Euchambersia, des thérocéphales carnivores dotés de venin, qui attaquent les Lystrosaurus dans les ravins, et un groupe de Chasmatosaurus, des archosauromorphes, qui les guettent dans les cours d'eau pour s'en régaler. Les ancêtres des dinosaures sont apparus, mais sont encore de petite taille, tels Euparkeria, qui a un régime alimentaire à base d'insectes. Pourtant, ce sont eux qui vont devenir les maîtres des terres émergées, reléguant les thérapsides et leurs descendants à un rôle des plus modestes pendant des dizaines de millions d'années. Animaux apparaissant dans la séquence : - Lystrosaurus - Euchambersia (appelé Thérocephale) - Chasmatosaurus - Euparkeria - Thrinaxodon - Des ornithodires sont aussi filmés : Carnosaures non identifiés, Coelophysis, Anurognathus, Dryosaurus, Stegosaurus, Apatosaurus, Brachiosaurus, Diplodocus, Allosaurus. - Des animaux actuels tels que des libellules ou un dipneuste (montré mort) sont aussi filmés. |    |                                            |                   |                                       |

## Critiques
Comme certains films et séries TV récents à but pédagogique, la série (comme les trois autres du même cycle) a parfois bénéficié de critiques élogieuses, fondées sur l'abondance de la documentation, la qualité de la reconstitution des écosystèmes et la vraisemblance des scènes décrites.
Cependant, il y a certaines informations erronées dans ce documentaire :
- il n'y a pas de preuve paléontologique que les animaux montrés dans ce long-métrage soient des ancêtres de l'homme : il s'agit seulement d'exemples de formes transitionnelles qui y sont apparentées ;
- les « reptiles mammaliens » tels qu'Edaphosaurus, Dimetrodon, Inostrancevia, Euchambersia, Diictodon et Lystrosaurus, ne sont, malgré leurs apparences, pas des reptiles mais un groupe bien distinct partageant un ancêtre commun avec les sauropsides ;
- Petrolacosaurus est identifié à tort comme un amniote ancestral aux synapsides, alors qu'il s'agit d'un reptile diapside qui ne peut être l'ancêtre d'aucun synapside (comme le montre la séquence ou il évolue vers Edaphosaurus). Des synapsides comme Archaeothyris, auraient été des candidats plus appropriés pour cette séquence du Carbonifère ;
- les genres Rhinesuchus et Diictodon ne sont connus qu'en Afrique du Sud, or l'épisode qui les met en scène se déroule en Sibérie ;
- l'« araignée géante » de la séquence du Carbonifère, du genre Megarachne, est en fait un céphalothorax de scorpion de mer (son classement comme « araignée » date de l'époque où l'on n'avait pas encore découvert son abdomen)[2] ;
- le Pareïasaure Scutosaurus est décrit comme un « ancêtre des tortues », or les récentes classifications phylogénétiques contestent cette affirmation[3] ;
- le poisson cartilagineux Stethacanthus, malgré son apparence, n'est pas un requin mais un holocéphale[4], donc un proche cousin des chimères actuels ;
- les tailles de certains animaux tels qu'Hyneria, Hynerpeton, Inostrancevia, Anomalocaris ou Pterygotus, sont exagérées ;
- certaines dates des périodes sont anachroniques, car certains animaux était déjà éteints au moment des séquences présentées.

## Versions
Il existe deux versions du documentaire. La première est sous forme de film, durant environ 1h30. La seconde est en plusieurs parties, c'est-à-dire sous forme de série, chaque épisode durant environ 25 minutes. Le doublage varie légèrement d'une version à l'autre[réf. nécessaire].